# O Último Tamoio
O Último Tamoio é um óleo sobre tela pintado por Rodolfo Amoedo, no ano de 1883. A obra foi produzida na França, local onde o pintor morou por alguns anos e pintou suas maiores obras. Na imagem retratada, Aimberê, índio chefe dos Tamoios, está morto numa praia. Ao seu lado, segurando seu braço esquerdo e levantando piedosamente sua cabeça, está o Padre José de Anchieta. Atualmente, o quadro pertence ao Museu Nacional de Belas Artes do Rio de Janeiro.
Vinte e sete anos antes de Rodolfo Amoedo pintar o quadro, o ensaísta Domingos José Gonçalves de Magalhães escreveu um livro intitulado "A Confederação dos Tamoyos". Com a obra, o autor pretendia trazer reconhecimento à luta indígena no Brasil durante os anos em que o País esteve sob o domínio de Portugal. A publicação do livro foi custeada pelo imperador Pedro II. A história traz Aimberê e o padre jesuíta como personagens e foca na luta que os índios traçaram contra os portugueses da época pela liberdade de vida e pela sobrevivência no Brasil. Foi inspirado nos últimos versos de um poema do livro, que relatam como teriam sido os momentos finais de vida do índio Aimberê, que Rodolfo Amoedo pintou o quadro "O Último Tamoio": 
[...] "De Aimbire e de Iguassú os corpos eram! / Vio-os Anchieta com chorosos olhos; / Para a terra os tirou; e n’essa praia / Que inda depois de mortos abraçavam, / Sepultura lhes deo, p’ra sempre unidos!".
Alguns estudiosos atentam para a semelhança do quadro O Último Tamoio, de Amoedo, e a litografia Rua Transnonain, 15 de abril de 1834, do caricaturista e chargista francês Honoré Daumier. No entanto, não há fatos ou documentos concretos capazes de comprovar que Amoedo tinha conhecimento sobre essa obra de Daumier. Ainda assim, além de haver elementos bastantes parecidos na pintura em si, há também semelhança entre os momentos históricos retratados pelos autores: ambos focavam em importantes lutas populares da época.

## Descrição

### Geral
O quadro em que O Último Tamoio foi pintado mede 180,3 centímetros de altura por 261,3 centímetros de largura. Os personagens principais são o índio Aimberê e o padre jesuíta José de Anchieta. De maneira geral, a pintura não possui uma única paleta de cores predominante. Como se houvesse uma linha diagonal invisível, a imagem é divida em proporções iguais de cores claras e cores escuras. Diversos tons de marrons e verdes ajudam a compor o espaço mais próximo do Padre José de Anchieta, enquanto que as cores mais claras, puxadas para amarelo creme, dourado pálido e outros tons de bege compõem o espaço mais próximo onde se encontra Aimberê. De acordo com o professor de história Eduardo Scrich:
"Embora seja a região mais iluminada, os tons pastéis e a presença do índio vividamente morto não permitem conferir vida à obra".
Esta não foi a única vez que Amoedo utilizou o recurso da linha diagonal invisível. No mesmo ano em que pintou O Último Tamoio, 1883, o artista recorreu à divisão de cores para dar vida à outra pintura, intitulada Morte de Atala. Tanto essa obra quanto O Último Tamoio representam momentos de sacrifícios e fazem alusão aos instantes finais de vida de mestiços e índios que lutaram por sua liberdade contra aqueles que queriam escravizá-los.
O local onde o padre e o índio estão é uma praia e, além deles, não há mais nenhum outro ser humano na imagem. Atrás de Anchieta, num plano mais distante, montanhas e matas, pintadas com cores escuras, complementam a paisagem onde ele e o índio se encontram. Há também pássaros brancos sobrevoando a área montanhosa e o céu é acinzentado. Em um artigo que escreveu, a professora de História da Arte Ana Maria Tavares Cavalcanti, ressalta os elogios feitos por Gonzaga Duque, um dos mais importantes escritores e críticos brasileiros já existentes:
"Segundo o crítico, os olhos e a alma do espectador eram atraídos para o canto da praia “tão perfeitamente reconstruído”. Nesse “detalhe fidelíssimo”, onde “a emanação salobra do oceano murmurejante tonifica e refresca”, residiria “a beleza empolgante do quadro”.

### Aimberê
Na imagem, o corpo do índio morto Aimberê encontra-se deitado na areia de uma praia deserta. Sua pele é morena e ele tem cabelos longos e escuros, da cor preta, que vão até, aproximadamente, a altura de seus ombros. O desenho de seu rosto é marcado por expressões que se destacam e conservam o sofrimento de seus últimos momentos vivo. Seus olhos estão fechados e sua boa semi-aberta. Todo o desenho de seu corpo carrega um realismo marcante, deixando de lado, inclusive, as formas clássicas que Amoedo havia conferido a algumas de suas obras anteriores.
O corpo do índio também está roxo e inchado, o que indica, realmente, seu estado mórbido de vida. Assim como Jesus Cristo é retratado em seus momentos finais de vida em diversas pinturas, o corpo de Aimberê também está estirado em posição horizontal, os seus braços estão abertos e sua vestimenta esconde qual o seu sexo, embora, historicamente, seja de conhecimento nacional que o índio é um homem, e não uma mulher.
As únicas peças de roupas que cobrem o corpo do índio Aimberê são feitas com arranjos de penas vermelhas e azuis. A saia está estourada, portanto aberta, e uma parte das penas encontra-se no chão de areia; já o bracelete, que está em seu braço esquerdo, para quem enxerga a imagem de frente, aparenta estar intacto.[carece de fontes?]

### Padre José de Anchieta

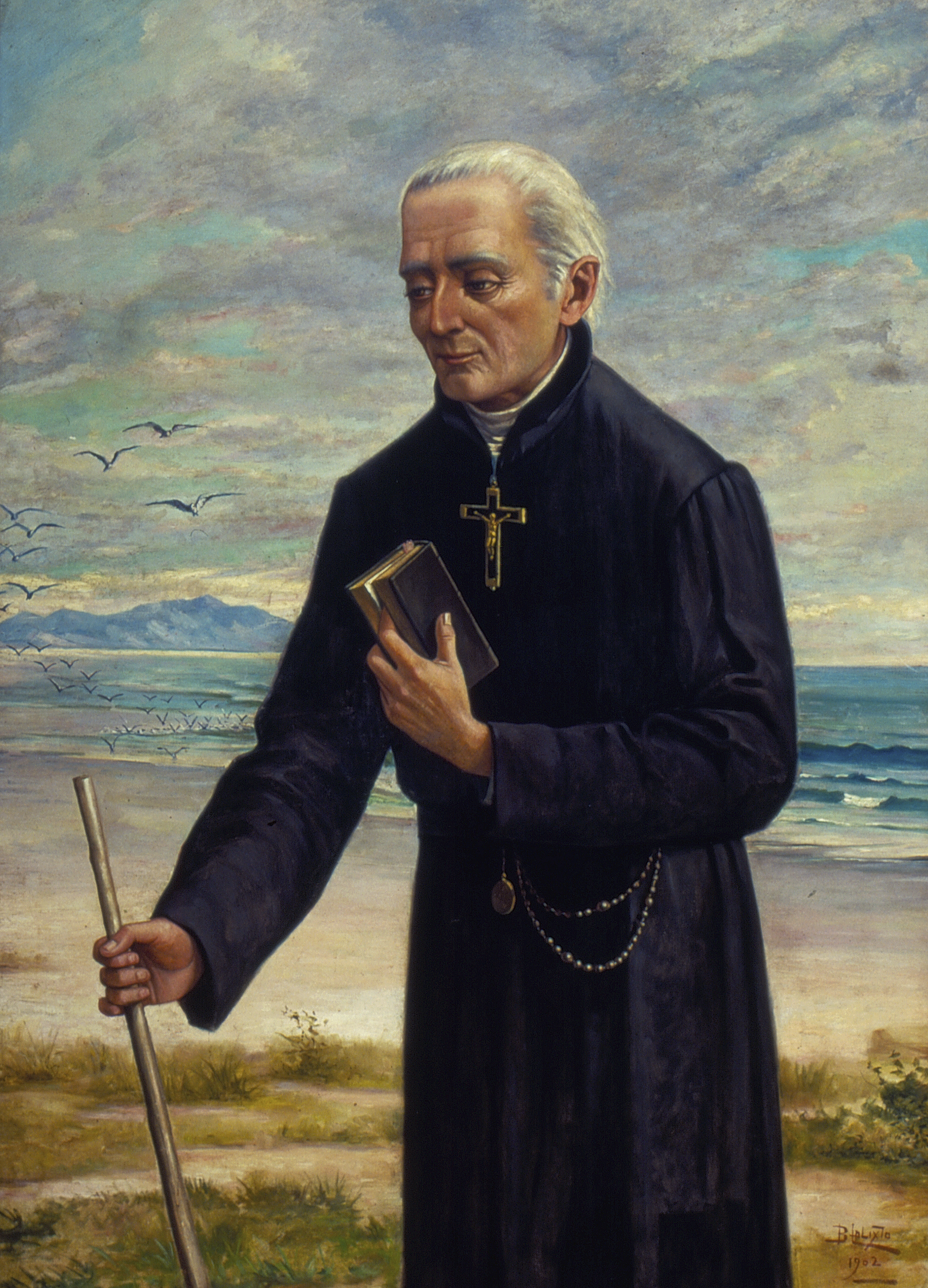
Retrato do Padre José de Anchieta, de Benedito Calixto.

Agachado, ao lado de Aimberê, está o Padre José de Anchieta. Seu rosto está virado, de perfil, e ele fita atentamente os olhos fechados do índio. Embora esteja de lado, sua expressão facial aparenta ser de curiosidade e súplica pelo homem que está morto. A vestimenta que carrega em seu corpo é motivo de crítica para muitos estudiosos e professores: Amoedo retratou Anchieta vestindo roupas de um padre franciscano, quando, na realidade, Anchieta era um padre jesuíta.[carece de fontes?]
Outro elemento interessante na imagem de Anchieta são as cores. Ele faz parte do espaço destinado às cores mais escuras do quadro. Assim, sua figura não está tão bem iluminada quanto a figura de Aimberê. Há um ponto de diferença na representação imagética do índio e do jesuíta, que é a intensidade com que as marcas de expressão foram desenhadas em cada um. Em Aimberê fica nítido todo o traçado do rosto e do corpo, mas, em Anchieta, as marcas são pouco acentuadas, algo que também tem ligação com a distribuição de cores na pintura. Isso faz com que o padre quase se misture à paisagem de matas escuras e montanhas altas.

## Antecedentes

### Contexto Histórico
Ao longo do processo de colonização do Brasil, europeus, principalmente os portugueses, e índios travaram diversas disputas pelo território nacional e em consequência de suas diferenças culturais, que eram pulsantes. Como, ao mesmo tempo, existiam disputas entre os próprios europeus, muitas vezes impulsionadas pela conquista de terras, não era difícil encontrar nações que se colocavam ao lado dos índios na guerra contra os portugueses. Foi o caso da França que, entre os anos de 1554 e 1567, se alinhou aos Tupinambás, nação que incluía os povos Tupiniquins, Aimorés e Temiminós, para travar luta contra a exploração dos índios pelos portugueses e, consequentemente, conquistar mais espaço geográfico podendo, então, implementar a França Antártica.
Esses três povos indígenas, embora reconhecidos como Tupinambás pela França, em documentos lusitanos constam como "Tamoyos", por isso, o conflito em que se envolveram contra os portugueses entre os anos de 1554 e 1567 ficou conhecido como Confederação dos Tamoyos. Foi esse episódio histórico que levou Gonçalves de Magalhães a escrever o livro que, mais tarde, inspirara Amoedo na realização da pintura O Último Tamoio. Assim como representada no quadro, a região onde as disputas aconteceram ficava entre o litoral paulista e o sul fluminense do Brasil.

#### Confederação dos Tamoios
Quando um país colonizava alguma terra, era natural que alguns de seus habitantes se casassem com os nativos da terra dominada, a fim de estabelecerem boas relações e consequentemente, conseguirem ter um domínio maior sobre o novo espaço, uma vez que eram considerados parte da tribo. Foi assim que João Ramalho, um português amigo de Brás Cubas, conseguiu estabelecer aliança entre a tribo dos Guaianases e os lusitanos, pois se casou com uma indígena dessa tribo.
Com a nova união, os portugueses se viram capazes de explorar e escravizar outros povos indígenas. Então, após convencerem os Guaianazes, comandaram um ataque contra os índios Tupinambás que, à época, não conseguiram vencer a disputa e tiveram seu chefe da tribo morto por maus tratos.  Simultaneamente, os franceses chegavam ao litoral sul fluminense do Brasil, e para que pudessem colonizar as terras em que estavam, se uniram aos Cunhambebe. Enquanto os índios lutavam a seu favor, eles forneciam armamentos. No entanto, surtos epidêmicos, trazidos pelos europeus da época, levaram milhares de ameríndios à morte, o que enfraqueceu a luta pela liberdade que os índios vinham travando contra os portugueses. A responsabilidade de liderar os povos ficou, então, para Aimberê, índio que mais tarde seria reconhecido como o primeiro herói nacional. Formava-se, assim, a Confederação dos Tamoios, que incluía as tribos Tupinambás, Pindobuçu, Koakira e Cunhambebe.[carece de fontes?]
Influenciados por Aimberê, os tupinambás, que haviam perdido a disputa contra os portugueses, resolveram se rebelar e fugiram. Como a França estava aliada aos Cunhambebe e os tupinambás se instalaram no mesmo local que eles, os franceses decidiram se aliar também aos tupinambás. Muitas lutas foram travadas e milhares de índios morreram nas batalhas. Então, em 1563, três anos antes de, de fato, essa disputa entre lusitanos e indígenas acabar, Aimberê conseguiu selar a paz por meio da participação dos padres jesuítas Manoel da Nóbrega e José de Anchieta.
Porém, os padres não estavam verdadeiramente alinhados aos índios e, sem qualquer resquício de dó, os portugueses atacam novamente os tamoios e conseguem dizimá-los quase que por completo. Então, em 1567, a guerra entre tamoios e portugueses termina, após a morte de Aimberê.[carece de fontes?]

#### Os jesuítas
Embora não tenha sido verdadeiro em suas intenções com os indígenas da tribo tupinambá, Anchieta foi um personagem historicamente muito importante para o conflito dos tamoios e portugueses. Ao longo de cinco meses, ele esteve junto ao povo indígena. Anchieta foi membro da Companhia de Jesus e, durante grande parte de sua vida, seu papel era o de mediar as relações entre europeus e ameríndios. Devido a conflitos religiosos, muitas pessoas da época acreditavam que os jesuítas, como ele, tramavam contra a pátria. Além de prezarem por territórios nacionais, ao colonizar o Brasil, os portugueses queriam também disseminar o catolicismo entre os que já habitavam o País, ou seja, os índios. E esse papel ficou destinado aos jesuítas, responsáveis por converter a crença indígena no cristianismo católico. Por isso, acredita-se que a representação de Anchieta no quadro de Amoedo, com o rosto virado de lado, observando Aimberê, não tenha sido mera percepção artística, mas uma crítica ao papel dos jesuítas da época.

## Rodolfo Amoedo
Rodolfo Amoedo foi um pintor humanista, que nasceu no Rio de Janeiro, em 1857. Amoedo ingressou na Academia Imperial de Belas-Artes em 1873 e teve aula com importantes personagens da história da arte brasileira, como Víctor Meireles e Zeferino da Costa. O Último Tamoio é resultado dos cinco anos que Amoedo passou na França, onde estudou e aprimorou suas técnicas de pintura. Alexandre Cabanel, um importante artista do movimento neoclássico francês, foi um de seus professores na Academia de Belas Artes de Paris. Quando Amoedo voltou para o Brasil, passou a dar aulas de pintura e a receber diversos pedidos de quadros feitos por gente importante e da alta classe social da época.
De acordo com a professora de História da Arte, Ana Maria Tavares Cavalcanti:
"Embora tivesse sido um renovador da arte brasileira na década de 1880, no final de sua vida, em 1941, Rodolfo Amoedo era uma espécie de “último tamoio” do meio artístico nacional, um remanescente da arte do século XIX num momento em que mesmo as idéias modernistas da Semana de 1922 já eram passado, e estava em preparação o terreno dos primeiros embates da pintura abstrata no Brasil"
Alguns críticos e escritores, como Gonzaga Duque, afirmam que Amoedo era um autor de reflexão, fazendo alusões a fatos históricos narrados por meio da literatura. Esse traço é possível de enxergar em alguns de seus quadros, como O Último Tamoio e Morte de Atala. Amoedo também prezava muito pela representação da pintura indianista.

## Análise
O Último Tamoio é uma referência história às lutas dos índios contra os portugueses do período oitocentista. Embora a pintura seja inspirada em fatos históricos, Aimberê e o padre José de Anchieta representam uma ficção poética, de acordo com alguns críticos de história da arte. Por ter sido pintado 316 anos depois do conflito conhecido como Confederação dos Tamoios, é impossível afirmar que Amoedo estava representando apenas, e somente apenas, o momento em que o corpo do índio Aimberê foi resgatado por Anchieta. De acordo com a historiadora Ana Maria Tavares Cavalcanti, tanto o escritor Gonçalves Magalhães quanto o pintor Rodolfo Amoedo:
"preferiram ligar à memória o anseio pela paz, expresso na figura do jesuíta".
A figura de Aimberê, na pintura de Amoedo, representa um sacrifício, uma morte digna, que não foi em vão. Afinal, Aimberê morreu lutando pela liberdade de seu povo. Alguns críticos e estudiosos citam uma semelhança entre a representação imagética dos últimos momentos de vida de Jesus Cristo. Na pintura de Amoedo, Aimberê é segurado pelos braços do jesuíta Anchieta, que o acolhe piedosamente, tal qual Maria faz com Jesus, logo após sua morte. E, assim como Jesus se transformou num herói por morrer pela liberdade de seu povo, Amoedo representa Aimberê como aquele que perdeu sua vida lutando pelo fim da exploração de seu povo.
No entanto, a partir do momento em que seu corpo é acolhido pelo padre, Aimberê não é mais um herói, mas, sim, apenas mais uma vítima da grande batalha que havia se estendido entre lusitanos e ameríndios. A figura do jesuíta é que ganha destaque. Os jesuítas eram inimigos dos índios e, ironicamente, é um deles que segura o corpo morto do índio chefe da batalha. É pensando nisso que Eduardo Scrich, no periódico O Último Tamoio, de Rodolfo Amoedo, discorda da posição de Anchieta como Maria, e pontua:
[...] "O Anchieta de Amoêdo não executa um ato misericordioso, não ocupa o papel de Maria que acolhe o corpo de Cristo crucificado: está mais para a posição do apóstolo Judas, personagem ambígua por excelência, eternizada pela imagem tão reproduzida pelos artistas ocidentais, o Beijo de Judas – a traição que antecipou a crucificação de Jesus". [...] "É intrigante a posição das mãos e braços de Judas, semelhante à composição do Anchieta de Amoêdo, bem como a posição da cabeça direcionada ao rosto da vítima".
Não é possível, também, afirmar que Amoedo teve intenção de provocar jesuítas ou indígenas com sua pintura, entretanto, ela é uma representação das consequências de não seguir os mesmos ideias dos homens brancos da época. Ter outro Deus ou, então, o que era totalmente um direito dos indígenas, de não quererem ser escravizados, fez com que milhares deles morressem e, Aimberê representa o primeiro grande herói nacional por ter morrido em prol de seu povo. Os elementos que complementam a cena, formando a paisagem de matas e montanhas, são de extrema significância também para a obra de Amoedo. Assim como em Moema, de Victor Meireles, o mar é que devolve, antes de Anchieta acolher, o corpo de Aimberê, como se fosse o local onde os grandes heróis são deixados para terem um final mais digno.
E essa representação foi escolhida propositalmente por Amoedo. O quadro, que representaria o grande momento de sacrifício do índio pelos seus irmãos e amigos, na verdade, sofre com a falta do ar heroico. Aimberê tem o corpo inchado, já em estado de decomposição, não há nenhuma beleza em seu corpo morto e seus traços são de um realismo invejável: 
"O último Tamoio é, em essência, uma obra perturbadora, uma provocação colocada no seio da Academia para trazer à tona as incongruências e ambiguidades do Brasil do oitocentos".

## Recepção
Quando Rodolfo Amoedo pintou O Último Tamoio, seu quadro foi exposto na França, local onde ele residiu por alguns anos. Apenas um ano depois, a pintura já fazia parte da Exposição Geral de Belas Artes no Rio de Janeiro. E foi no Brasil que sua obra de arte ganhou maior reconhecimento. Fundador e jornalista da Revista Illustrada, Alexandre Cabanel teceu elogios a Amoedo, ressaltando que os seus trabalhos poderiam dar facilmente destaque ao pintor. Gonzaga Duque, escritor, pontuou sobre a paisagem praiana:
“tão perfeitamente reconstruído [...] onde a emanação salobra do oceano murmurejante tonifica e refresca”, residiria “a beleza empolgante do quadro”.
No entanto, alguns outros críticos da época não fizeram questão de elogiar o trabalho de Amoedo. De acordo com eles, vestir José de Anchieta com roupas de um padre franciscano foi um equívoco muito grande. Ainda apontam para a falta da companheira de Aimberê, a índia Iguassú, que teria estado ao seu lado nos momentos finais de sua vida também.